# Zenon et la Déesse de la Lune
Vous pouvez aider à l'améliorer ou bien discuter des problèmes sur sa page de discussion.
- Il ne cite pas suffisamment ses sources. Vous pouvez indiquer les passages à sourcer avec {{référence nécessaire}} ou {{Référence souhaitée}}, et inclure les références utiles en les liant aux notes de bas de page. (Marqué depuis avril 2024)
- Certaines informations devraient être mieux reliées aux sources mentionnées dans la bibliographie ou les liens externes. Améliorez sa vérifiabilité en les associant par des références. (Marqué depuis avril 2024)

- Archive Wikiwix
- Bing
- Cairn
- DuckDuckGo
- E. Universalis
- Gallica
- Google
- G. Books
- G. News
- G. Scholar
- Persée
- Qwant
- (zh) Baidu
- (ru) Yandex
- (wd) trouver des œuvres sur Wikidata

Série Zenon
Zenon et les Aliens
(2001)
Pour plus de détails, voir Fiche technique et Distribution.
Zenon et la Déesse de la Lune (Zenon: Z3) est un téléfilm américain de la collection des Disney Channel Original Movie, réalisé par Steve Rash, diffusé en 2004 et qui est le troisième volet original de la trilogie Zenon.

## Synopsis
Pour le début de cette aventure, Zenon doit passer son permis de conduire une voiture volante, pour participer à une course avers la lune. Mais elle décide de passer le permis le matin, après des péripéties, elle réussit grâce à un vent mystérieux. Elle rejoint ses amis, son amie de toujours et celle qui était son ennemie dans le deuxième film. Elle participe à une course avec une jeune fille à bord de son véhicule.

## Fiche technique
- Titre original : Zenon: Z3
- Réalisateur : Steve Rash
- Producteurs : Christopher Morgan, Suzanne Coston et Suzanne de Passe
- Scénariste : Stu Krieger
- Musique : Kurt Kassulke
- Public : tout public
- Année de tournage : 2003
- Durée : 81 minutes
- Pays :  États-Unis
- Langue : anglais
- Dates de diffusion :
  -  États-Unis : 11 juin 2004 (sur Disney Channel)
  -  France : 2004

## Distribution
- Kirsten Storms : Zenon Kar
- Lauren Maltby : Margie Hammond
- Raven-Symoné : Nebula Wade
- Alyson Morgan : Dasha Plank
- Stuart Pankin : Commandant Edward Plank
- Holly Fulger : Judy Cling-Plank
- Glenn McMillan : Bronley Hale
- Ben Easter : Sage Borealis
- Nathan Anderson : Proto Zoa
- Damon Berry : Pat Numbar
- Phumi Mthembu : Cassie
- Joanna Evans : Selena (jeune)
- Carol Reynolds : Selena
- Nikki Joshua : Cosmic Blush

## Bande originale
1. Cosmic Blush et Proto Zoa - Out of This World – 3:40
2. Christy Carlson Romano - Anyone But Me – 3:22
3. April Start - All About You – 3:57
4. Miss Jess - Some Say – 3:19
5. Kristian Rex - Supernova Girl (Z3 Remix) – 2:40
6. Proto Zoa - The Galaxy Is Ours – 2:36
7. Cassiøpeia - Plan B – 3:00
8. Selena the Moon Goddess - Lucky Star – 3:44
9. The Super Novas - Outa-Space (Instrumental) – 3:43
10. Cosmic Blush et Proto Zoa - Out of This World (Lunar Remix) – 3:11

## Commentaires
Kirsten Storms, Lauren Maltby, Stuart Pankin, et Holly Fulger sont les seuls membres du casting dans les trois films.